# Walerij Iwanow (generał)
Walerij Michajłowicz Iwanow, ros. Валерий Михайлович Иванов (ur. 21 grudnia 1960 w m. Opoczka, zm. 12 października 2019 w Moskwie) – radziecki i rosyjski wojskowy, generał porucznik, dowódca obrony powietrzno-kosmicznej Moskwy i obiektów administracyjno-gospodarczych obwodu moskiewskiego.

## Życiorys
Od dwunastego roku życia, po śmierci rodziców był wraz z bratem wychowankiem domów dziecka obwodu pskowskiego. W 1982 ukończył Dniepropietrowską Wyższą Szkołę Dowodzenia Rakietowej Artylerii Obrony Przeciwlotniczej, w 1994 – Wojskową Akademię Obrony Przeciwlotniczej, w 2002 – Wojskową Akademię Sztabu Generalnego Sił Zbrojnych Federacji Rosyjskiej.
Od 1982 do 1987 pełnił służbę na Dalekim Wschodzie jako zastępca dowódcy baterii; od 1987 do 1992 był w Zakaukaskim Okręgu Wojskowym zastępcą dowódcy rakietowego dywizjonu artylerii przeciwlotniczej do spraw uzbrojenia, następnie dowódcą dywizjonu. W 1992 powrócił na Daleki Wschód i do 2000 był zastępcą dowódcy pułku rakietowej artylerii przeciwlotniczej, dowódcą tego pułku, szefem rakietowych wojsk przeciwlotniczych korpusu obrony przeciwlotniczej, szefem sztabu związku obrony przeciwlotniczej, szefem wydziału operacyjnego połączonych Sił Powietrznych i Obrony Przeciwlotniczej, szefem sztabu korpusu obrony przeciwlotniczej.
Po ukończeniu Akademii SG do 2003 odpowiadał za utworzenie związków obrony przeciwlotniczej w Nadwołżańsko-Uralskim Okręgu Wojskowym, а od 2003 do 2007 był dowódcą korpusu obrony przeciwlotniczej Podmoskowia.
Został nagrodzony dwoma orderami i sześcioma medalami.

## Życie prywatne
W 1983 ożenił się, miał dwóch synów (ur. 1984 i 1990). Zajmował się naukami historycznymi, lubił wędkarstwo.